# You and the Night and the Music
„You and the Night and the Music” – standard jazzowy i piosenka skomponowana przez Arthura Schwartza ze słowami Howarda Dietza.

## Historia
You and the Night and the Music to piosenka z broadwayowskiego musicalu Revenge with Music, stworzonego na osnowie noweli Pedro Antonio de Alarcóna Trójgraniasty kapelusz. Premiera musicalu odbyła się 28 listopada 1934 roku.
Przedpremierowa wersja śpiewana przez Libby Holman została zaprezentowana w radio przez Conrada Thibault. To i kolejne wykonanie piosenki, nagrane przez Orkiestrę Leo Reismana trafiły w 1935 roku na listę przebojów Billboardu.
Kluczową rolę w przywróceniu do życia tego przeboju lat trzydziestych wydaje się mieć nagranie Orkiestry Tommy Dorseya z 1950 roku. Kolejne nagranie, z 1953 roku, w wykonaniu niewielkiej formacji perkusisty Shelly Manne'a oferuje znakomitą aranżację Billa Russo i kilka dobrych solówek, zwłaszcza saksofonowych (Bob Cooper – tenor i Art Pepper – alto). Podobna aranżacja West Coast „cool” pojawia się w sesji z 1955 roku pod kierownictwem saksofonisty altowego Lennie Niehausa. W skład tej grupy wchodzą również Manne, Bob Enevoldsen (puzon wentylowy) i Jimmy Giuffre (saksofon barytonowy).
Najbardziej znanym nagraniem utworu jest przemyślana, nosząca ślady wpływu Davisa wersja Cheta Bakera. Otwiera ją duet Bakera i Chambersa.

## Interpretacje
- Libby Holman i Richard Himber Orchestra
- Leo Reisman Orchestra, wokalista Phil Dewey
- Tommy Dorsey
- Shelly Manne
- Chet Baker
- Julie London
- Bill Evans
- Keith Jarrett
- Eddie Higgins
- Grant Green
- Frank Sinatra
- Baby Washington
- Denny Zeitlin
- Eliane Elias

## Kino
Fred Astaire tańczy przy dźwiękach piosenki w filmie z 1953 roku „Wszyscy na scenę”
Jedną z interpretacji Cheta Bakera wykorzystano w ścieżce dźwiękowej francuskiego filmu pod tytułem „Ni pour, ni contre (bien au contraire)”.